# De fyras klubb (personbilar)

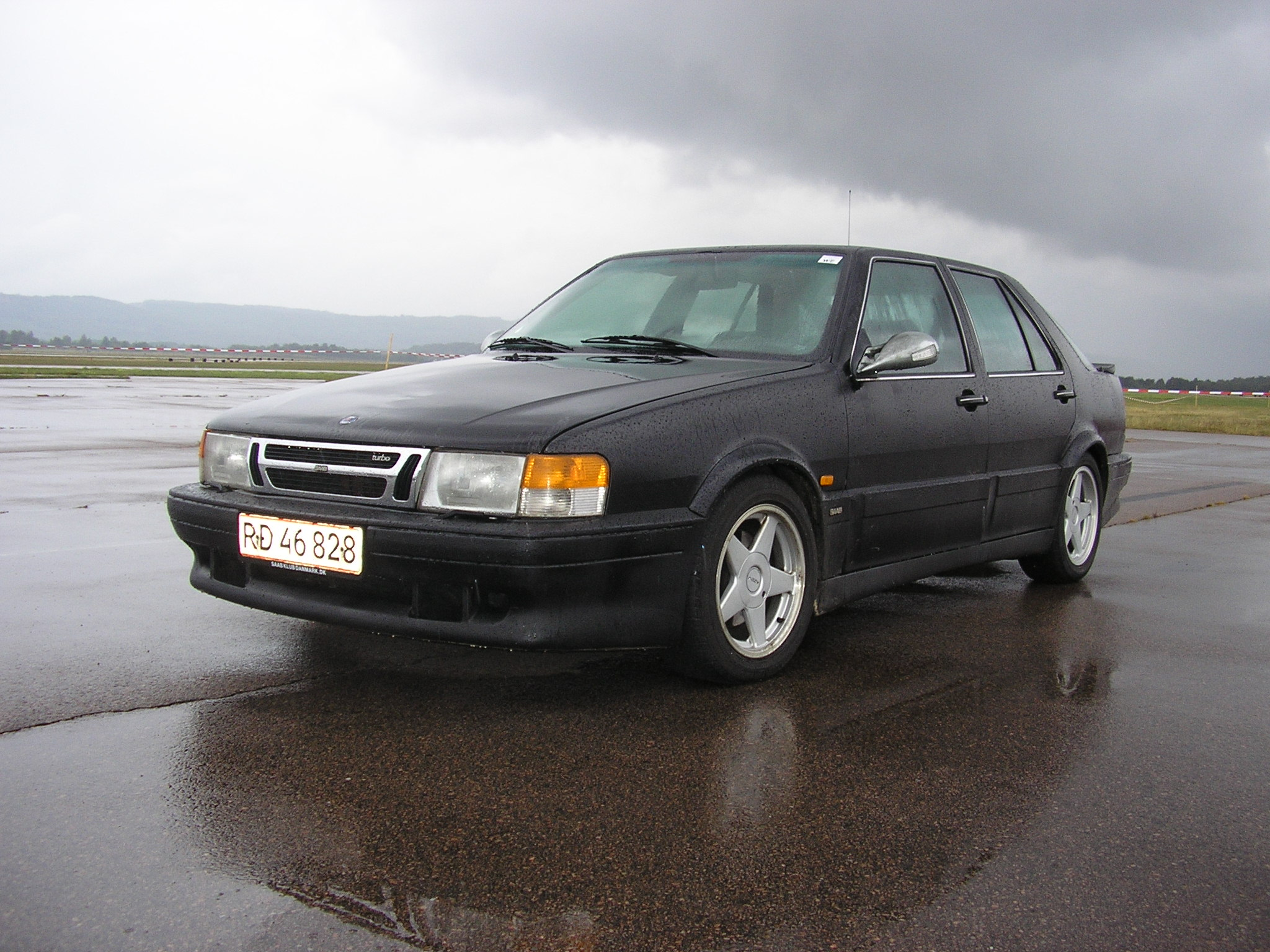
Saab 9000 utvecklades i samarbetet med FIAT-koncernen. Inom Fiat finner man syskonmodellerna Fiat Croma, Lancia Thema och Alfa Romeo 164.

De fyras klubb var ett samarbete under 1980-talet mellan de fyra biltillverkarna Alfa Romeo, Fiat, Lancia och Saab. Detta samarbete resulterade i varsin ny bilmodell för respektive biltillverkare. Arbetet ledde, genom användande av diverse gemensamma komponenter, till kraftigt reducerade utvecklingskostnader. Bilmodellerna som blev resultatet av detta samarbete var Alfa Romeo 164, Fiat Croma, Lancia Thema samt Saab 9000. Släktskapet är tydligast mellan Saaben, Fiaten och Lancian. Dessa modeller har flera gemensamma delar medan Alfa Romeo 164 bara har samma chassi. Saab 9000 har till exempel identiska dörrar med Fiat Croma liksom vindruta. För designen stod Giorgetto Giugiaro medan Björn Envall "saabifierade" Fiat Croma/Lancia Thema till Saab 9000.

## Galleri

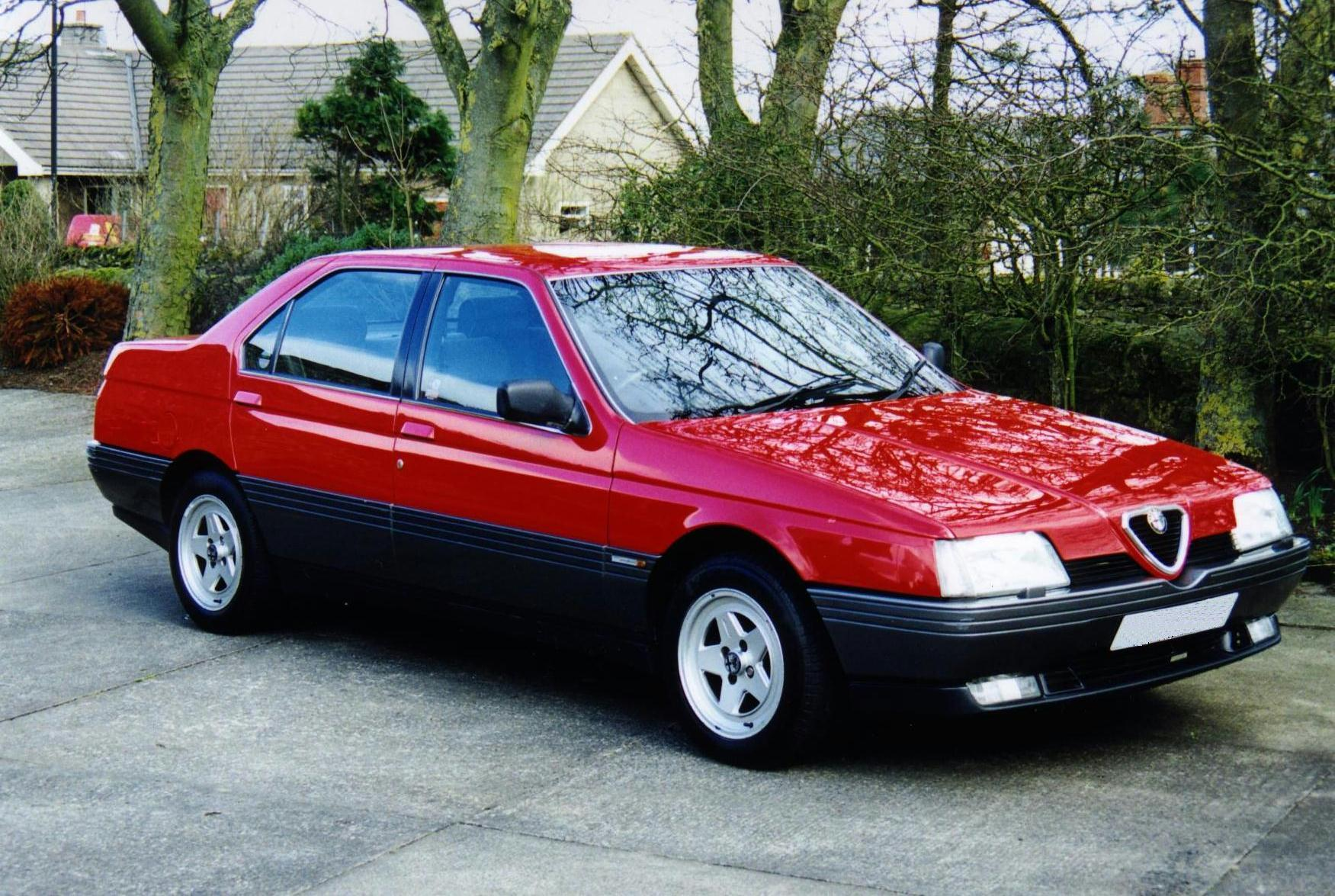
Alfa Romeo 164
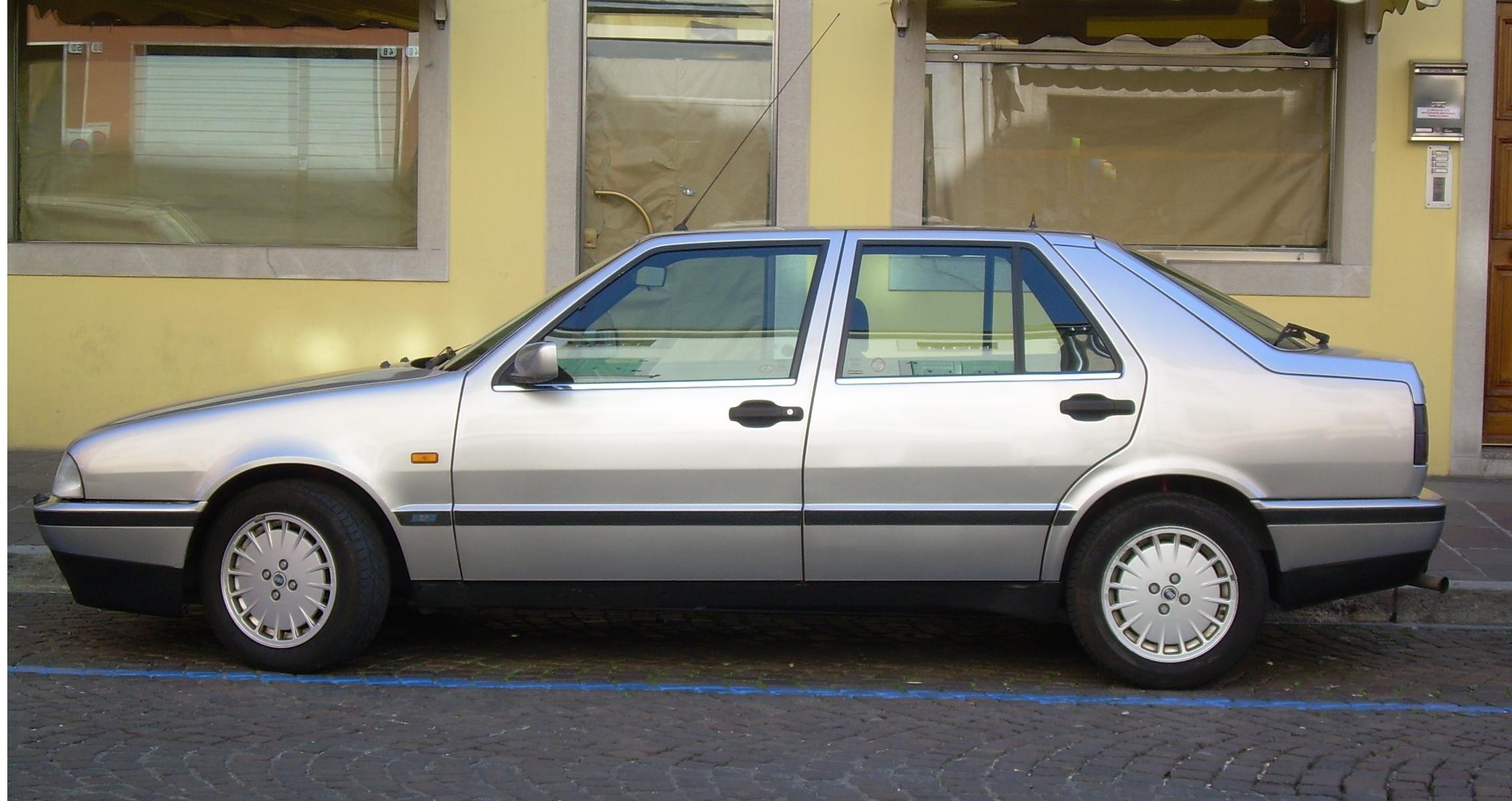
Fiat Croma
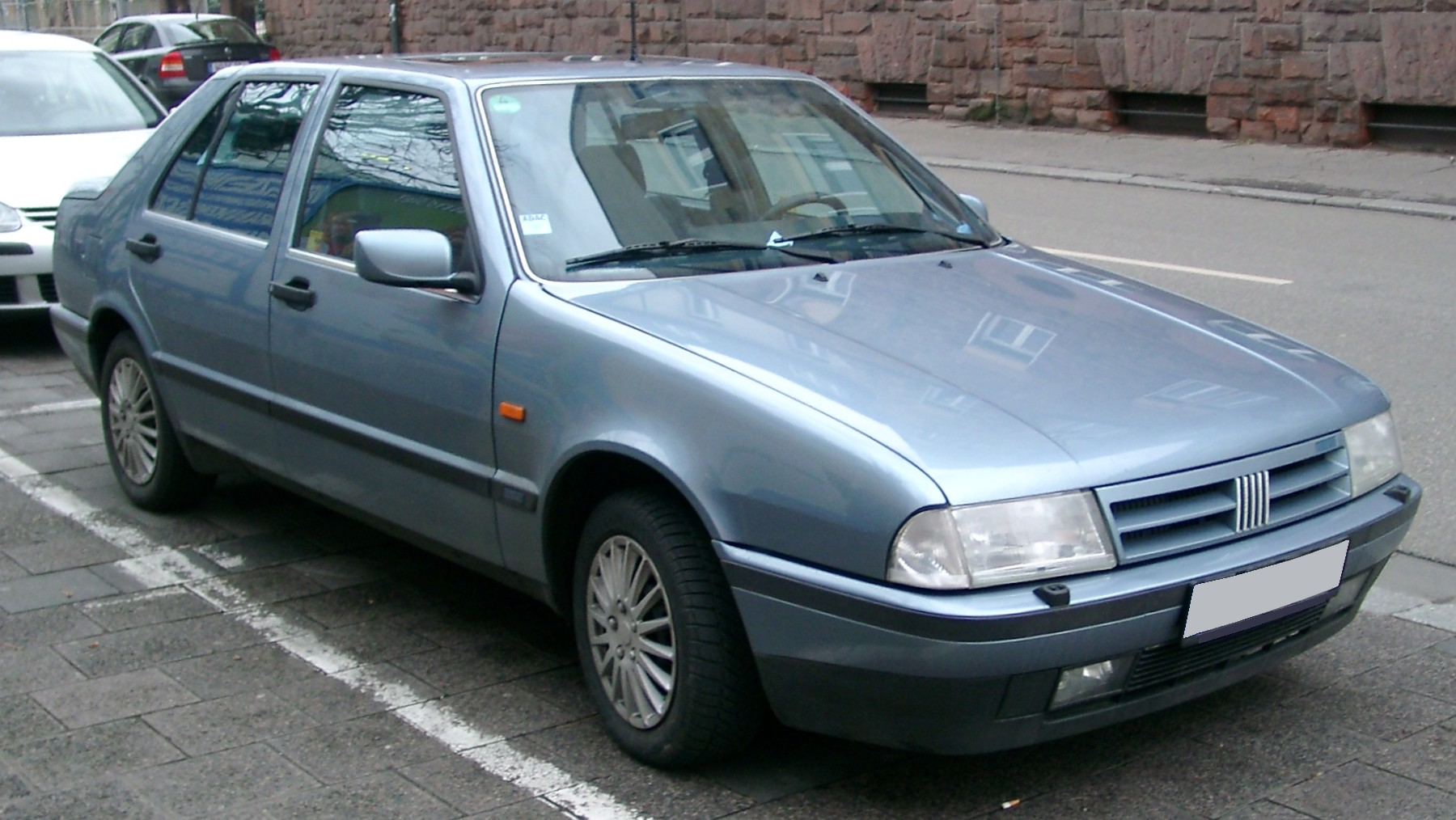
Fiat Croma
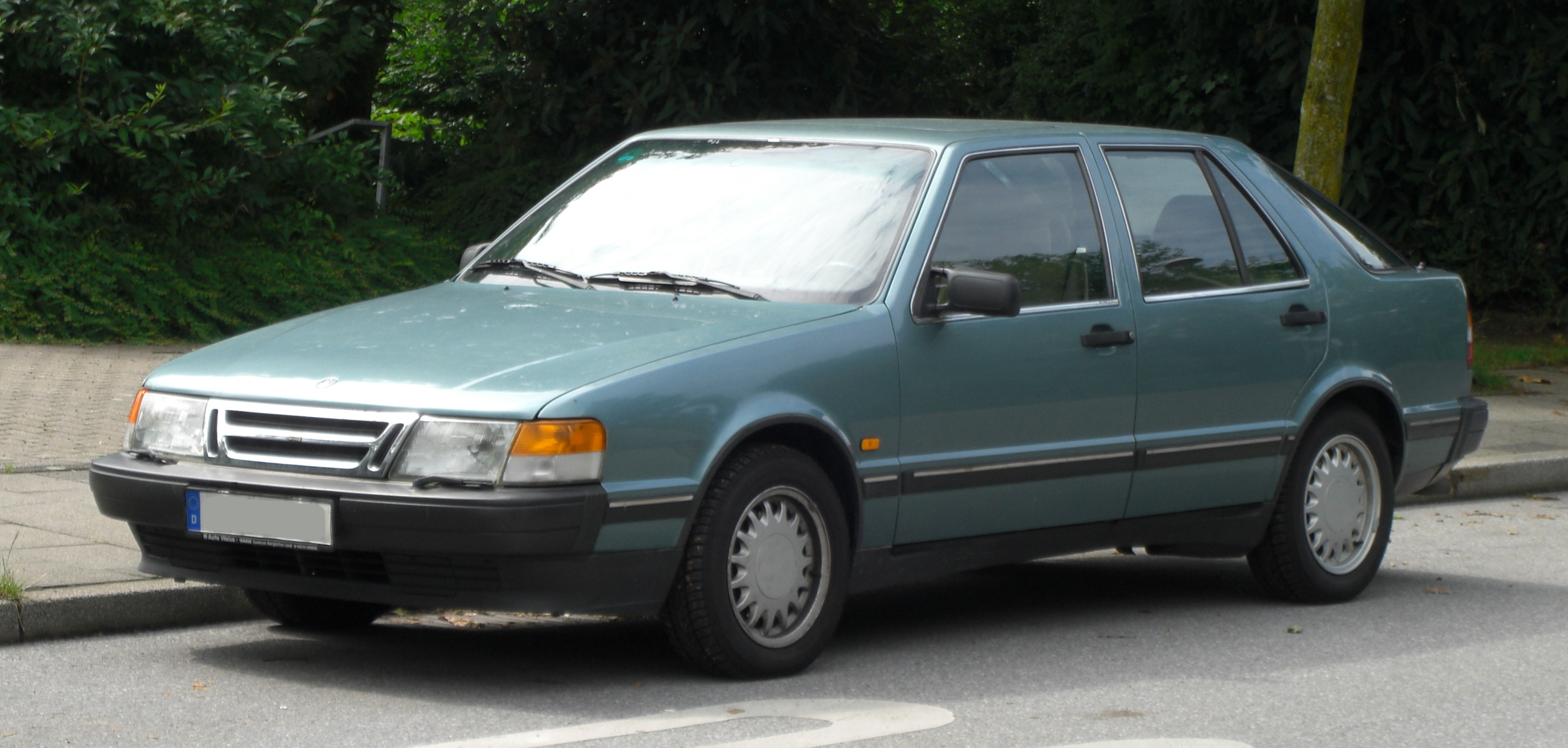
Saab 9000
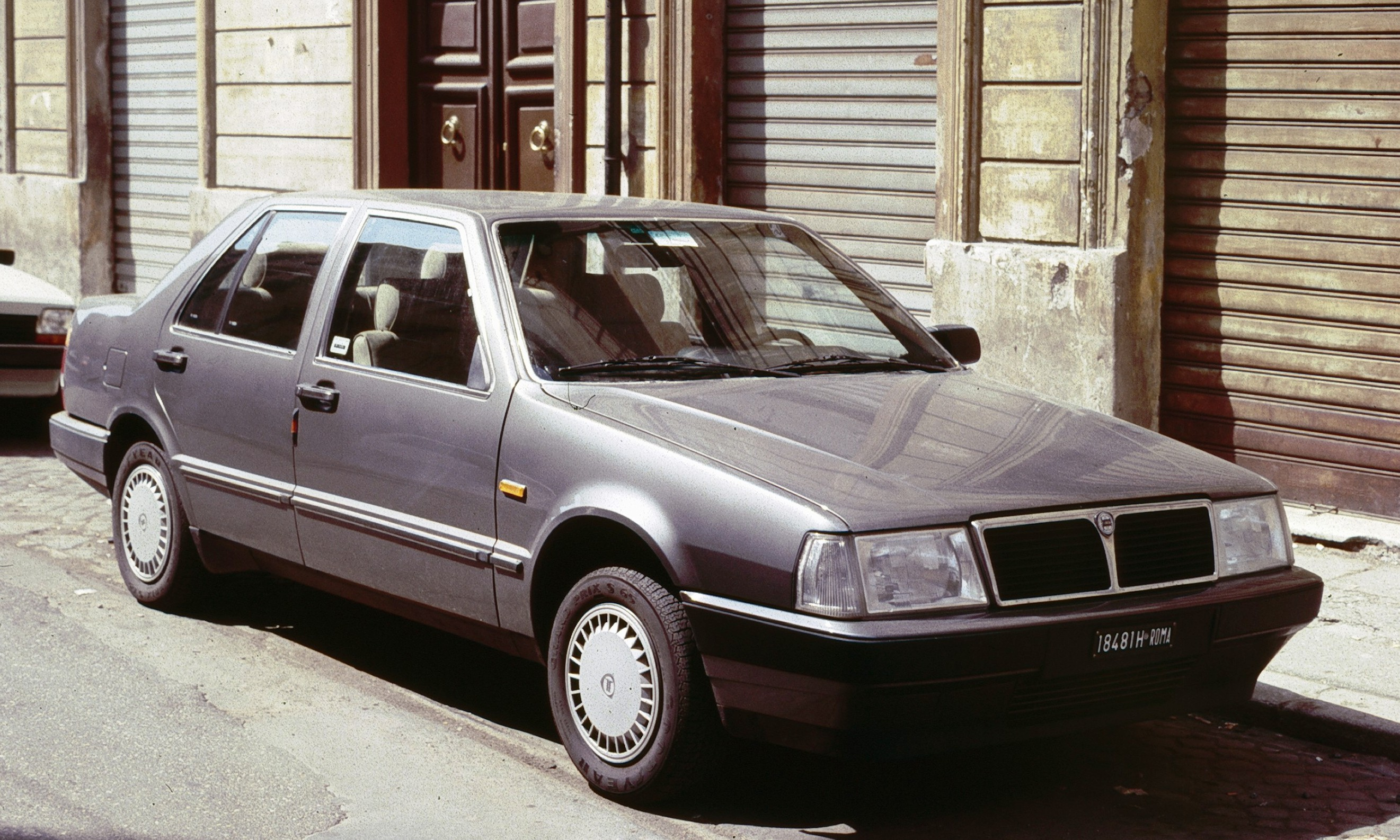
Lancia Thema